# Olivera Despina
Mileva Olivera Lazarević, Despina Hatun (1372 – 7. ledna 1445) byla nejmladší dcerou Lazara Srbského a princezny Milici. Byla také ženou osmanského sultána Bajezida I., za kterého byla provdána po bitvě v Kosově v roce 1389. Sňatek se konal na znamení míru mezi Osmanskou a Lazarevićkou dynastií. Po svatbě přijala jméno Despina Hatun.

## Biografie
Olivera Despina Hatun se narodila okolo roku 1372. Její matka byla dcera velikého prince (veliki župan) Stefana Nemanja, zakladatele Nemanjské dynastie a čtvrtého bratrance Dušana Srbského. Olivera měla starší sestry – Maru, Draganu, Teodoru a Jelenu; a dva bratry Serbiana a Vuka. Po bitvě v Kosově v roce 1389 byla poslána do harému sultána Bajezida, kde strávila dvanáct let, než se stala jednou ze čtyř sultánových žen (oblíbených konkubín). Navzdory sňatku však nekonvertovala na Islám. Měla vliv na sultánova rozhodnutí a on tak pomáhal lidem, zemi a rodině překonat těžké časy.
V bitvě u Ankary v roce 1402 byli ona i Bajezid zatčeni perským šáhem Timurem. Olivera byla propuštěna v roce 1403 až po sultánově smrti.
Zbytek života strávila v panství svého bratra Stefana v Bělohradě a v panství své sestry Jeleny v Hercegovině. Zemřela někdy v roce 1445.